# Harry F. Dahms
Harry F. Dahms är en associate professor i sociologi vid University of Tennessee sedan hösten 2004. Dahms primära forskningsområden är teori, ekonomisk sociologi, globalisering, social ojämlikhet och social rättvisa. Dahms är redaktör för Current Perspectives in Social Theory och dessutom en av personerna bakom tidskriften Basic Income Studies. 